# Distretto di Santa Cruz (Cutervo)
Il distretto di Santa Cruz è uno dei quindici distretti  della provincia di Cutervo, in Perù. Si trova nella regione di Cajamarca e si estende su una superficie di 128 chilometri quadrati.

Istituito il 10 dicembre 1959, ha per capitale la città di Santa Cruz; al censimento 2005 contava 3.372 abitanti.